# Vera (Mato Grosso)
Vera is een gemeente in de Braziliaanse deelstaat Mato Grosso. De gemeente telt 9.502 inwoners (schatting 2009).
De gemeente grenst aan Sinop, Santa Carmem, Feliz Natal, Nova Ubiratã en Sorriso.